# جو كانون
جو كانون (بالإنجليزية: Joe Cannon)‏ (1 يناير 1975 بسون فالي في الولايات المتحدة - ) هو لاعب كرة قدم أمريكي في مركز حراسة المرمى. شارك مع منتخب الولايات المتحدة لكرة القدم. أما مع النوادي، فقد لعب مع سان خوسيه إيرثكويكس وفانكوفر وايتكابس وكولورادو رابيدز ولوس أنجلوس غلاكسي ونادي لانس وSan Diego Flash ‏.

## وصلات خارجية
- جو كانون على موقع الاتحاد الدولي (مؤرشف)  (الإنجليزية)
- جو كانون على موقع الدوري الأمريكي (الإنجليزية)
- جو كانون على موقع قاعدة بيانات كرة القدم.إي يو (الإنجليزية)
- جو كانون على موقع ناشيونال فوتبول تيمز (الإنجليزية)
- جو كانون على موقع Soccerway.com (الإنجليزية)
- جو كانون على موقع عالم كرة القدم.نت (الإنجليزية)